# Теодорович, Терентий Павлович
Терентий Павлович Теодорович (10 [22] апреля 1867, с. Вербично, Волынская губерния, Российская империя — 25 сентября 1939, Варшава, Польша) — протопресвитер Польской православной церкви, православный богослов.

## Биография
Родился 10 (22) апреля 1867 года в селе Вербично Ковельского уезда Волынской губернии в семье священника. В 1881 году окончил Мелецкое духовное училище, в 1887 году Волынскую духовную семинарию (по первому разряду), в 1891 году Московскую духовную академию со степенью кандидата богословия.
С 1882 года преподаватель русского языка в Волынском женском епархиальном училище в городе Кременец.
В 1895 году рукоположён во священника, настоятель храма в селе Дратов Любартовского уезда Люблинской губернии.
С 1902 году служил в Свято-Троицком кафедральном соборе Варшавы, его ключарь, награждён камилавкой, член Варшавского епархиального училищного совета (1903). Был также заведующим одноклассной женской церковно-приходской школой (1906) и законоучителем в 3-й женской гимназии (1907).
С 1910 года — настоятель храма Успения Пресвятой Богородицы на ул. Мёдова в Варшаве, член Варшавской духовной консистории; одновременно — законоучитель в коммерческом училище и мужской гимназии.
С 1914 года — казначей, затем председатель комитета Варшавского попечительства о бедных духовного звания, основатель и председатель Общества помощи беженцам на время военных действий. С 1915 года — протоиерей, эвакуирован в Петроград.
В 1917 году председатель чрезвычайного Варшавского епархиального съезда духовенства и мирян в Москве, член Поместного Собора Православной Российской Церкви как клирик от Варшавской епархии, член III, V, VII, VIII, XV, XXIII отделов.
С 1918 года — настоятель Свято-Преображенского храма на Аптекарском острове в Петрограде; с 1921 года — настоятель  митрополичьей Марие-Магдалинской церкви в Варшаве.
До 1924 года был членом Варшавско-Холмской духовной консистории, в 1922 году награждён митрой; с 1923 года — секретарь Учебного комитета при Священном Синоде, с 1924 года — протопресвитер. Был организатором и, с 1925 года — товарищем председателя Православного митрополитального благотворительного общества.
В 1930 и 1935 годах был членом Предсоборного Собрания Польской Православной Церкви.
В середине 1930-х гг. собирал пожертвования для репрессированного православного духовенства в СССР и отсылал в организацию «Помощь политическим заключённым».
Погиб 25 сентября 1939 года в Варшаве во время бомбардировки. Погребён около варшавского храма Иоанна Лествичника на Воле.
Жена — Антонина; дети: Борис, Елена, Екатерина (1898—1977), София.